# Staurastrum orbiculare
Staurastrum orbiculare là một loài Song tinh tảo trong họ Desmidiaceae, thuộc chi Staurastrum.

## Các phân loài
- Staurastrum orbiculare var. ralfsii
- Staurastrum orbiculare var. protractum
- Staurastrum orbiculare var. orbiculare
- Staurastrum orbiculare var. hibernicum
- Staurastrum orbiculare var. extensum
- Staurastrum orbiculare var. depressum